# Système d'amarrage Gemini

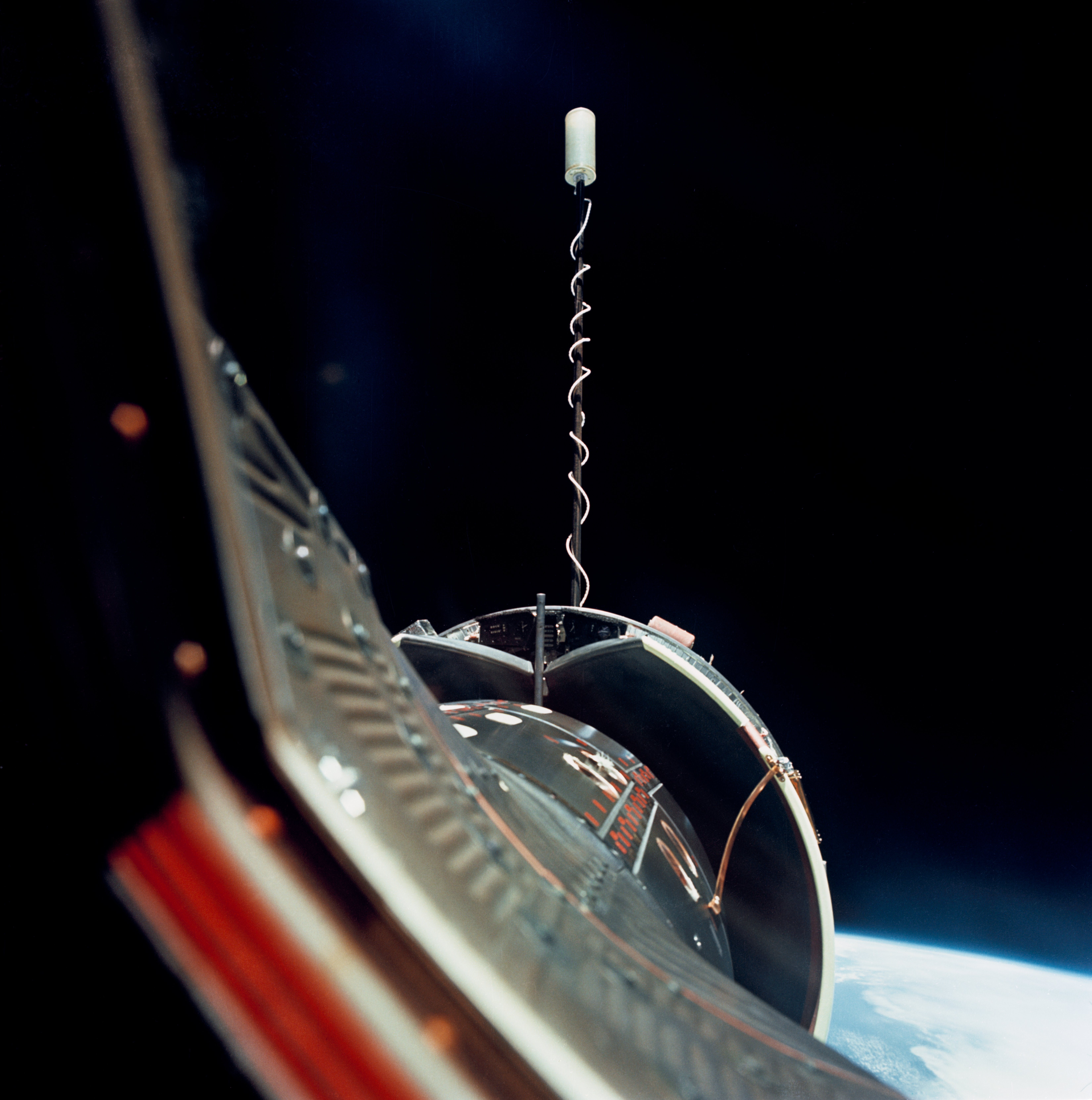
Gemini 10 amarré à un Agena, montrant l'alignement de la barre d'indexation.

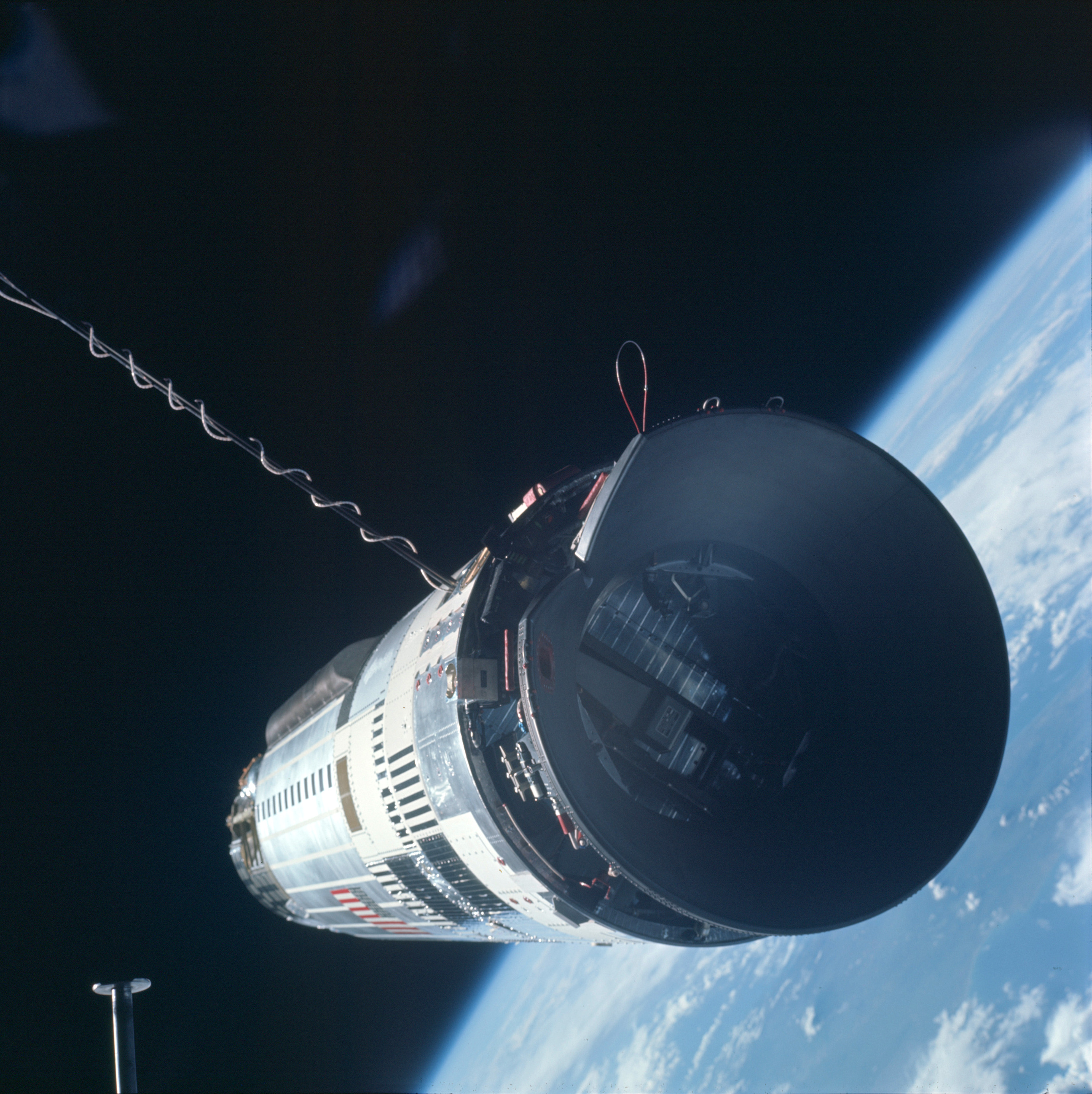
L’adaptateur d’amarrage cible du Gemini 12 Agena, montrant le mécanisme d'amarrage.

Le système d'amarrage Gemini est le mécanisme conçu pour réunir le vaisseau spatial Gemini  et la fusée Agena. C'était le premier engin américain qui pouvait s'amarrer à un autre dans l'espace.
Le côté Gemini du mécanisme se composait de trois réceptacles de verrouillage autour de l'extrémité avant (la section de rendez-vous et de récupération) du vaisseau spatial. Le côté Agena du mécanisme consistait en un cône tronqué destiné à guider l’avant du vaisseau spatial Gemini dans les trois verrous correspondants. Une encoche dans le cône alignée avec la « barre d'indexation » sur le vaisseau spatial Gemini permettait d’aligner les deux vaisseaux pour le roulis.
Contrairement au mécanisme d’amarrage Apollo, le mécanisme d'amarrage Gemini ne fournissait pas d'accès interne entre les vaisseaux spatiaux amarrés ; il se contente de les verrouiller et de les relier via un câble ombilical de contrôle de l’Agena à partir de la capsule Gemini.